# Жаке, Жюль
Жюль Жаке (фр. Jules Jacquet; 1841—1913) — французский художник и гравёр резцом. Брат Ашиля Жаке.

## Биография
Родился в Париже 2 декабря 1841 года.
Ученик Александра Лемлена и Анрикеля-Дюпона. В 1866 году удостоен Римской премии. Приобрёл известность благодаря многочисленным, изящно исполненным произведениям, например: «Gloria victis», со скульптурной группы Мерсье; «Юность», со статуи Шапю; «Госпожа Рекамье», с портрета, писанного Луи Давидом; «Любовь небесная и Любовь земная», с картины Тициана и др. Им награвирован ряд эстампов, приложенных к сочинению А. Дюмона о греческой керамике.
Умер в 1913 году.

## Источник
- Жаке // Энциклопедический словарь Брокгауза и Ефрона : в 86 т. (82 т. и 4 доп.). — СПб., 1890—1907.